# Кампања (Сондрио)
Кампања је насеље у Италији у округу Сондрио, региону Ломбардија.
Према процени из 2011. у насељу је живело 6 становника. Насеље се налази на надморској висини од 434 м.